# Gorch
Gorch ist ein männlicher Vorname und die niederdeutsche Form von Georg.

## Bekannte Namensträger
- Gorch Fock (Schriftsteller) (eigentlich Johann Wilhelm Kinau; 1880–1916), deutscher Schriftsteller
- Gorch Pieken (* 1961), deutscher Historiker und Filmproduzent